# پتاسیم سولفید
پتاسیوم سولفید ترکیبی معدنی با فرمول شیمیایی  K2S است.